# Верндл (пушка)
Верндл модел 1867 (енгл. Werndl–Holub rifle), аустроугарска спорометна пушка острагуша из 19. века.

## Карактеристике
Пушке Верндл усвојене су 1867. као главно оружје аустроугарске војске, заменивши дотадашње острагуше Венцл (преправљене спредњаче Лоренц). Биле су то спорометне острагуше калибра 11 мм, пуњене сједињеним метком у металној чахури (масе зрна 20,28 грама), опремљене необичним уздужно-обртним затварачем (цео затварач се окретао у десну страну и тако отварао барутну комору на дну цеви, а затварао се након пуњења окретањем у лево).
У телу затварача налазила се ударна игла са опругом која је активирала капислу у дну чахуре метка, а опруга се активирала спољашњим орозом (као код капислара). Цев пушке имала је 4 урезана спирална жлеба. У једном минуту ова пушка је могла да испали до 9 метака.

## Употреба
Пушке Верндл су већ 1867. усвојене као службено оружје за целу аустроугарску војску и остале су у употреби све до слома 1918. године. Године 1914. овим оружјем били су наоружани трећепозивци - припадници Ландштурма. Пушка је модернизована 1874  (Модел 1873 са масивнијим затварачем, ороз премештен на унутрашњу страну табанске дашчице) и 1877 (Модел 1877,  прилагођен за употребу јаче муниције,са зрном од 24 грама и барутним пуњењем од 2,5 грама). Године 1880. Црна Гора је за своју војску упола цене (27 форинти према 41 форинту за нове пушке Модел 1877) купила 20.000 старијих пушака (Модел 1867/77 и 1873/77 - старије пушке прилагођене на нову муницију), које су коришћене све до Првог светског рата. Краљевина СХС  наследила је велике резерве ових пушака (1921. у државном поседу било је око 33.000 комада) и њима су били наоружани шумари, општинске страже и финанси.